# Love (mangá)
Love (ラブ, Rabu) (estilizado como LOVe) é uma série de mangá japonesa escrita e ilustrada por Osamu Ishiwata. Foi serializada no Weekly Shōnen Sunday da Shogakukan entre agosto de 1993 e fevereiro de 1999. Os seus capítulos foram reunidos em trinta volumes tankōbon.

## Mangá
Love é escrito e ilustrado por Osamu Ishiwata, e é a continuação da história de B.B., um mangá anterior de Ishiwata. Love começou na edição combinada da 35.ª-36.ª edição de 1993 do Weekly Shōnen Sunday da Shogakukan em 18 de agosto de 1993, e terminou na 10.ª edição de 1999 da revista em 17 de fevereiro de 1999. A série foi reunida em trinta volumes tankōbon publicados pela Shogakukan, lançados de 18 de abril de 1994 a 18 de março de 1999.  

### Lista de volumes
| Número | Data de lançamento japonês | ISBN japonês      |
| ------ | -------------------------- | ----------------- |
| 1      | 18 de abril de 1994        | 978-4-09-123341-7 |
| 2      | 18 de maio de 1994         | 978-4-09-123342-4 |
| 3      | 18 de julho de 1994        | 978-4-09-123343-1 |
| 4      | 17 de setembro de 1994     | 978-4-09-123344-8 |
| 5      | 18 de outubro de 1994      | 978-4-09-123345-5 |
| 6      | 10 de dezembro de 1994     | 978-4-09-123346-2 |
| 7      | 18 de março de 1995        | 978-4-09-123347-9 |
| 8      | 18 de maio de 1995         | 978-4-09-123348-6 |
| 9      | 18 de julho de 1995        | 978-4-09-123349-3 |
| 10     | 18 de outubro de 1995      | 978-4-09-123350-9 |
| 11     | 9 de dezembro de 1995      | 978-4-09-123671-5 |
| 12     | 17 de fevereiro de 1996    | 978-4-09-123672-2 |
| 13     | 18 de maio de 1996         | 978-4-09-123673-9 |
| 14     | 18 de julho de 1996        | 978-4-09-123674-6 |
| 15     | 18 de outubro de 1996      | 978-4-09-123675-3 |
| 16     | 10 de dezembro de 1996     | 978-4-09-123676-0 |
| 17     | 10 de dezembro de 1996     | 978-4-09-123677-7 |
| 18     | 17 de maio de 1997         | 978-4-09-123678-4 |
| 19     | 18 de julho de 1997        | 978-4-09-123679-1 |
| 20     | 18 de setembro de 1997     | 978-4-09-123680-7 |
| 21     | 18 de novembro de 1997     | 978-4-09-125321-7 |
| 22     | 17 de janeiro de 1998      | 978-4-09-125322-4 |
| 23     | 18 de março de 1998        | 978-4-09-125323-1 |
| 24     | 18 de maio de 1998         | 978-4-09-125324-8 |
| 25     | 18 de julho de 1998        | 978-4-09-125325-5 |
| 26     | 18 de setembro de 1998     | 978-4-09-125326-2 |
| 27     | 18 de setembro de 1998     | 978-4-09-125327-9 |
| 28     | 18 de janeiro de 1999      | 978-4-09-125328-6 |
| 29     | 18 de fevereiro de 1999    | 978-4-09-125329-3 |
| 30     | 18 de março de 1999        | 978-4-09-125330-9 |